# خوسيه دياز (سياسي)
خوسيه دياز (بالإسبانية: José Díaz Ramos)‏ هو نقابي وسياسي إسباني، ولد في 1896 في إشبيلية في إسبانيا، وتوفي في 19 مارس 1942 في تبليسي في جورجيا. حزبياً، نشط في الحزب الشيوعي الإسباني. وقد انتخب الأمين العام للحزب الشيوعي الإسباني ‏ (17 مارس 1932 – 20 مارس 1942) وانتخب Member of the Cortes republicanas ‏ عن دائرة  (3 مارس 1936 – 2 فبراير 1939).